# George Ernest Morrison
George Ernest Morrison, född 4 februari 1862 i Geelong, död 30 maj 1920 i Sidmouth, var en australisk äventyrare, tidningsman och politiker.
Han gjorde sig som helt ung bemärkt genom ett par djärva forskningsresor tvärs genom Australien från Carpentariaviken till Melbourne 1882–83 och till Nya Guinea 1883.
Han blev 1887 medicine doktor, och blev efter vidsträckta resor i skilda världsdelar 1896 tidningen The Times korrespondent i Peking och gjorde sig i denna egenskap småningom känd som en av de grundligaste kännarna av Kinas politik och övriga samhällsförhållanden.
Efter kejsardömets störtande 1912 kallades Morrison av den kinesiska republikens provisoriske president Yuan Shikai 1912 till posten som dennes politiske rådgivare (särskilt i fråga om Kinas förhållande till stormakterna).